# Lucia (namn)

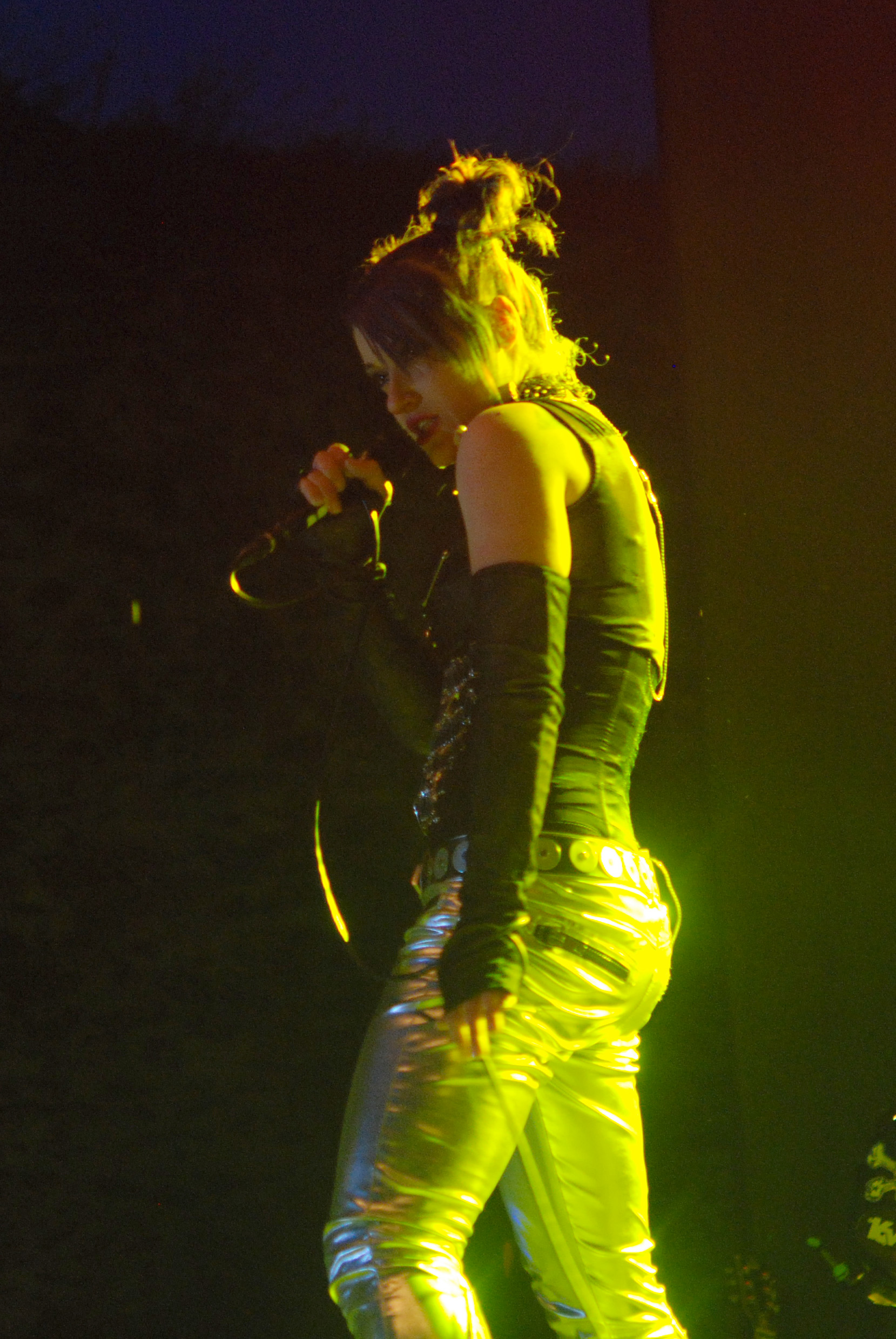
Lucia Cifarelli.

Kvinnonamnet Lucia är av latinskt ursprung och betyder den ljusa, den lysande, eller den upplysta. Det har använts som dopnamn i Sverige sedan 1200-talet. 
Lucia var namnet på den kvinna som levde i Syrakusa på Sicilien och led martyrdöden på 300-talet. 
Namnet Lucia är inte lika populärt som Lucia-firandet, men det är några flickor som får namnet som tilltalsnamn i de flesta årskullar.
31 december 2005 fanns det totalt 3150 personer i Sverige med namnet Lucia varav 496 med det som tilltalsnamn.
En variant av namnet som förekommer på engelska och franska, är Lucy.
År 2003 fick 71 flickor namnet, varav 9 fick det som tilltalsnamn.
Namnsdag: 13 december (Sverige, Norge, Finland och Danmark). I den finlandssvenska namnsdagslängden har Lucia namnsdag 13 december sedan starten 1929, då en egen namnsdagskalender togs i bruk för finlandssvenskar.

## Personer med namnet Lucia
- Lucia (helgon) (ca 283-304)
- Lucia Cifarelli (1970-), amerikansk sångerska
- Lucía Etxebarria de Asteinza (1966-), spansk författare
- Lucia Filippini (1672-1732), italiensk ordensgrundare och helgon
- Lucia Galeazzi Galvani (1743-1788), italiensk forskare
- Lucia av Narni (1476-1544), nunna och helgon
- Lucia Negro (1938-), pianist